# Đulovići
Đulovići es un pueblo de la municipalidad de Donji Vakuf, en el cantón de Bosnia Central, Bosnia y Herzegovina.

## Superficie
Posee una superficie de 0,15 kilómetros cuadrados.

## Demografía
Hasta 1991 la población era de 84 habitantes.